# Ligustrinae
Ligustrinae, podtribus maslinovki, dio tribusa Oleeae. Sastoji se od dva roda, kaline ili zimolezina (Ligustrum) s četrdesetak vrsta iz Europe, Azije i Sjeverne Afrike i jorgovana (Syringa), s 12 vrsta iz Europe i Azije.
U Hrvatskoj postoje 3 vrste kaline i dvije vrste jorgovana.

## Rodovi
1. Ligustrum L. (44 spp.)
2. Syringa L. (13 spp.)